# Virgin Media O2
Virgin Media O2 (tên hợp pháp là VMED O2 UK Limited) là một công ty viễn thông và truyền thông đại chúng của Anh có trụ sở tại London, Anh. Công ty được thành lập vào tháng 6 năm 2021 dưới dạng liên doanh 50:50 giữa Liberty Global và Telefónica thông qua việc hợp nhất các doanh nghiệp Virgin Media và O2 UK tương ứng của họ.
Đây là một trong những nhà khai thác viễn thông và giải trí lớn nhất ở Vương quốc Anh, với khoảng 47 triệu khách hàng vào năm 2021.